# Rodriguesophis iglesiasi
Espèce
Synonymes
- Rhinostoma iglesiasi Gomes, 1915
- Phimophis iglesiasi (Gomes, 1915)

Rodriguesophis iglesiasi  est une espèce de serpents de la famille des Dipsadidae.

## Répartition
Cette espèce est endémique du Brésil. Elle se rencontre dans les États du Minas Gerais, de Bahia et du Piauí.

## Étymologie
Cette espèce est nommée en l'honneur de Francisco Iglesias.

## Publication originale
- Gomes, 1915 : Contribuição para o conhecimento dos ophidios do Brasil. 1. Descrição de quatro especies novas e um novo Gênero de opisthóglyphos. 2. Ophidios do Museu Rocha (Ceará). Annaes Paulistas de Medicina e Cirurgia, vol. 4, no 6, p. 121-129.